# Carl Joseph Begas

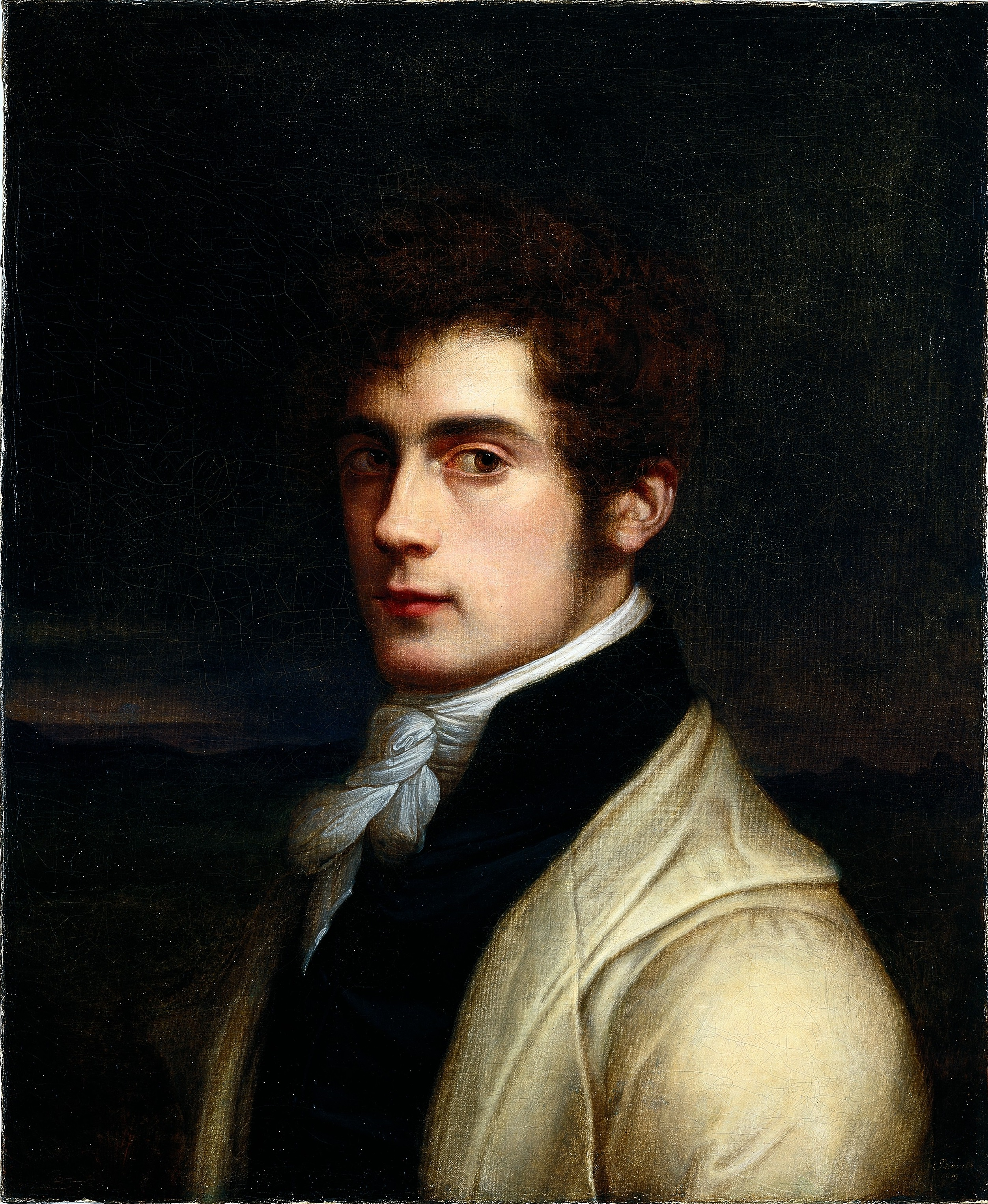
Carl Joseph Begas

Carl Joseph Begas, eigenlijk Begasse (Heinsberg, 30 september
1794 – Berlijn, 24 november 1854) was een romantisch Duits kunstschilder. Zijn stijl stond onder invloed van de kunstenaarsbeweging der Nazareners.

## Leven en werk
Begas stamde uit een van oorsprong Belgische familie. Zijn vader was rechter, maar de jonge Carl legde al op jonge leeftijd ambities in de tekenkunst aan de dag. In 1813 mocht hij kunst gaan studeren in Parijs, onder Antoine-Jean Gros. In 1814 kocht de Pruisische koning Frederik Willem III zijn schilderij La Madonna della Seddia aan en bleef hem steunen met beurzen en opdrachten.
Begas bleef tot 1821 in Parijs. In zijn werk uit die periode, onder andere Christus am Ölberg, verbond hij de stijl van de Franse school met de strengheid van de oud-Hollandse meesters. Tussen 1823 en 1825 ging hij naar Rome, waar hij zich aansloot bij de Duitse kunstenaarsbeweging van de Nazareners, en nam hun stijl over.
In 1825 keerde Begas terug naar Duitsland, vestigde zich in Berlijn, en werd daar ook docent aan de Hogeschool van de Kunsten. De invloeden uit zijn Parijse tijd en later van de Nazareners vloeiden in zijn latere periode samen in een stijl die zich tussen romantiek en realisme bewoog. Waar hij in zijn vroege periode vooral Bijbelse taferelen schilderde, koos hij in zijn latere periode steeds vaker ook voor historische en literaire thema’s. Ook maakte hij naam als portretschilder. In 1846 werd hij benoemd tot hofschilder van Frederik Willem IV van Pruisen.
Begas was gehuwd met Wilhelmine Bock. Vier van hun zonen groeiden eveneens uit tot vooraanstaande kunstenaars.
Enkele van de belangrijkste werken van Begas bevinden zich in de Alte Nationalgalerie en de Dom te Berlijn en in het Wallraf-Richartz-Museum te Keulen. Verder is een groot aantal van zijn schilderijen en tekeningen te zien in het Begas-Haus te Heinsberg.

## Galerij

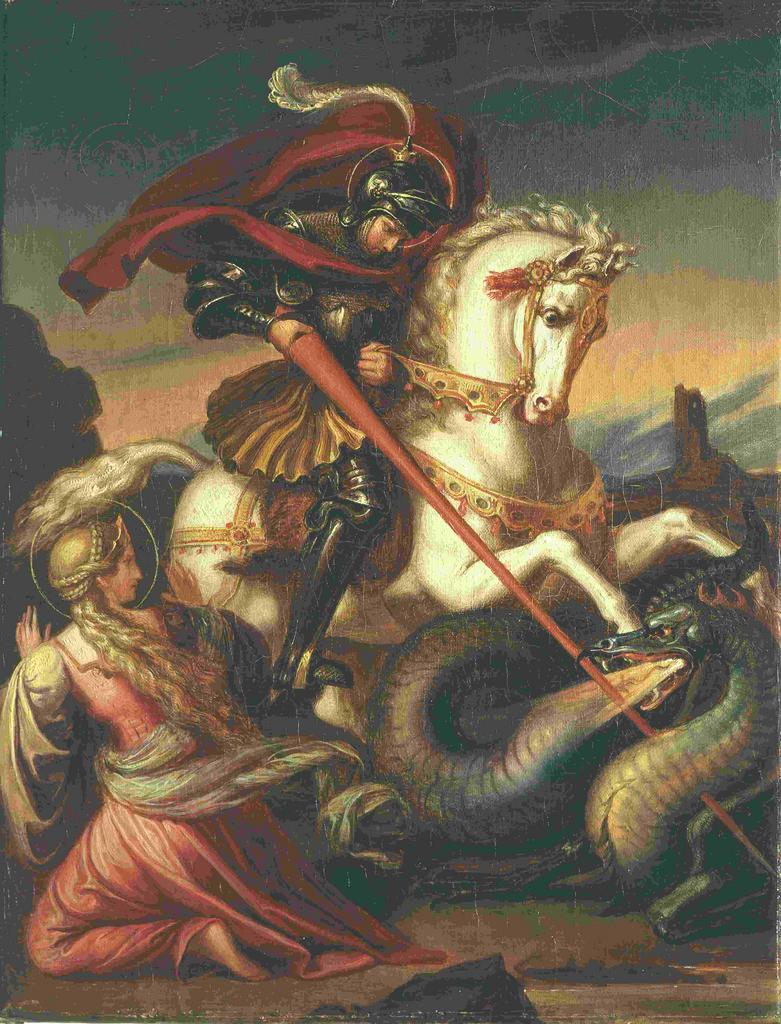
St. Joris en de draak, 1828
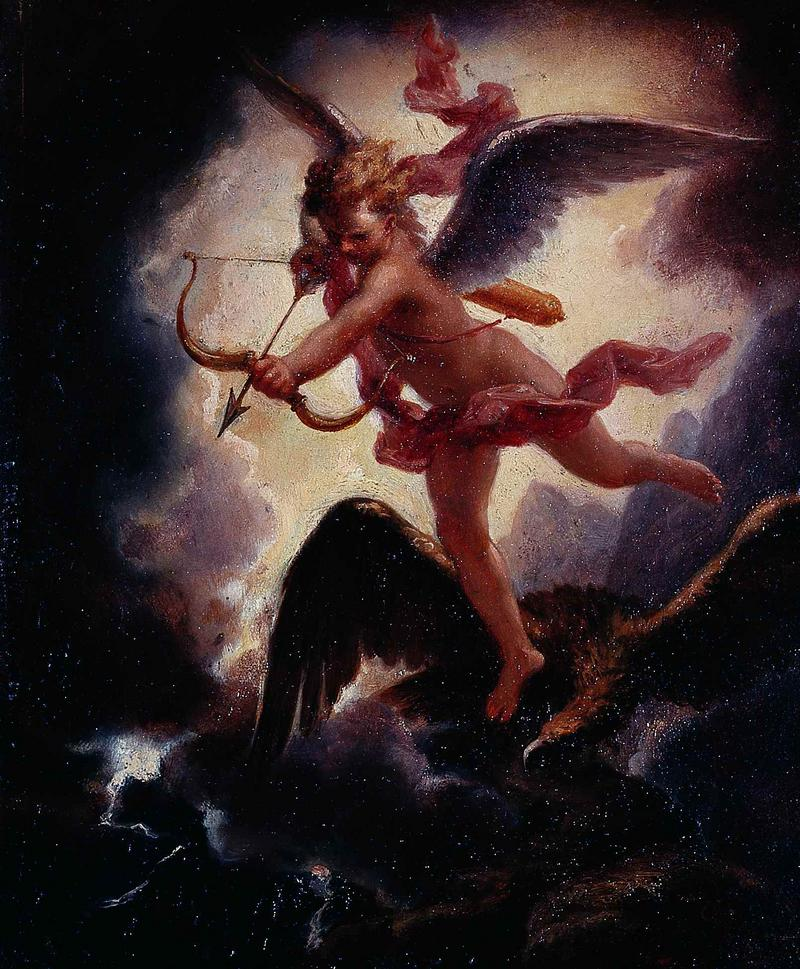
Amor mit dem Adler des Jupiter, 1852
Bertel Thorvaldsen
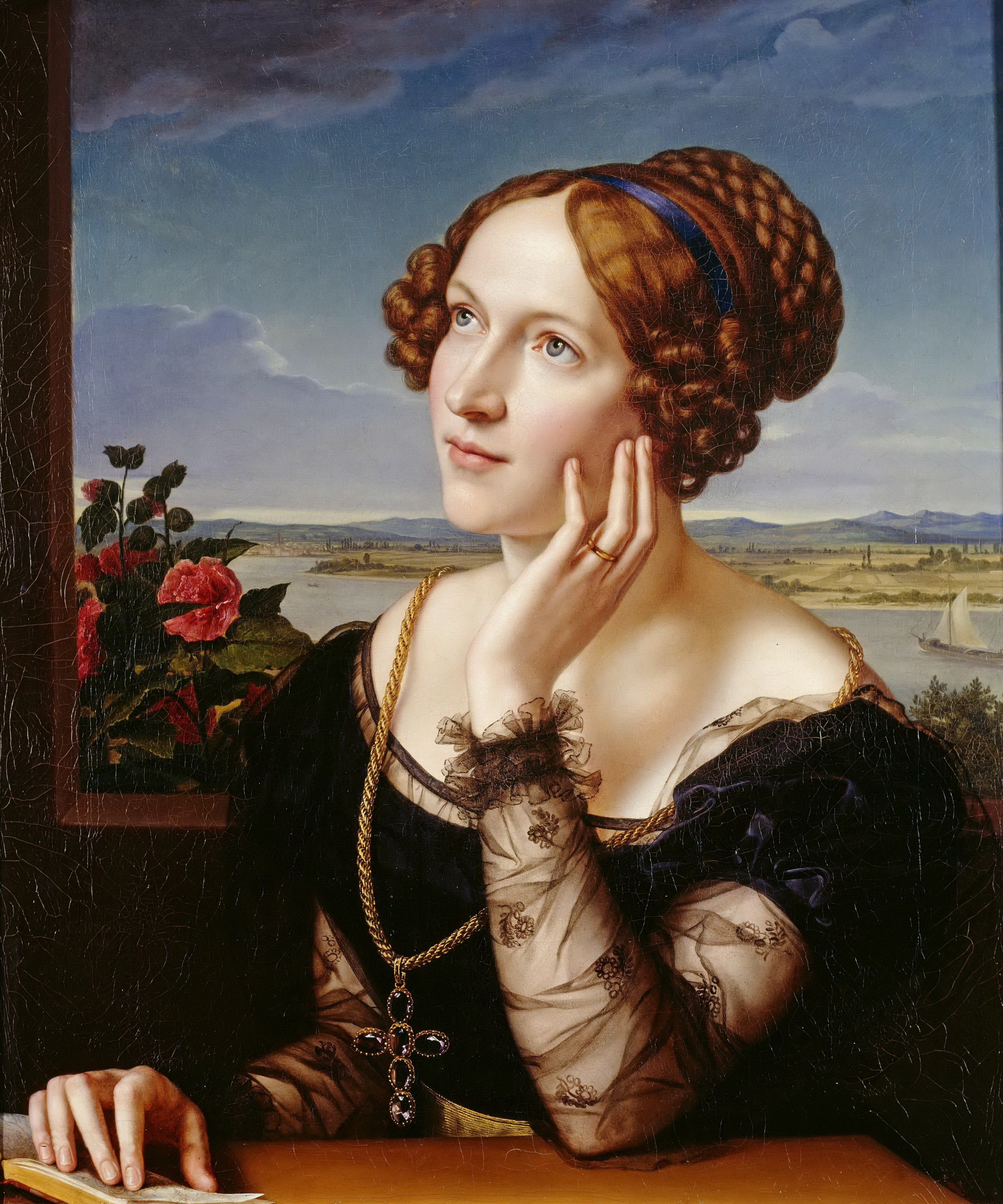
Wilhelmine (vrouw van de schilder), 1828
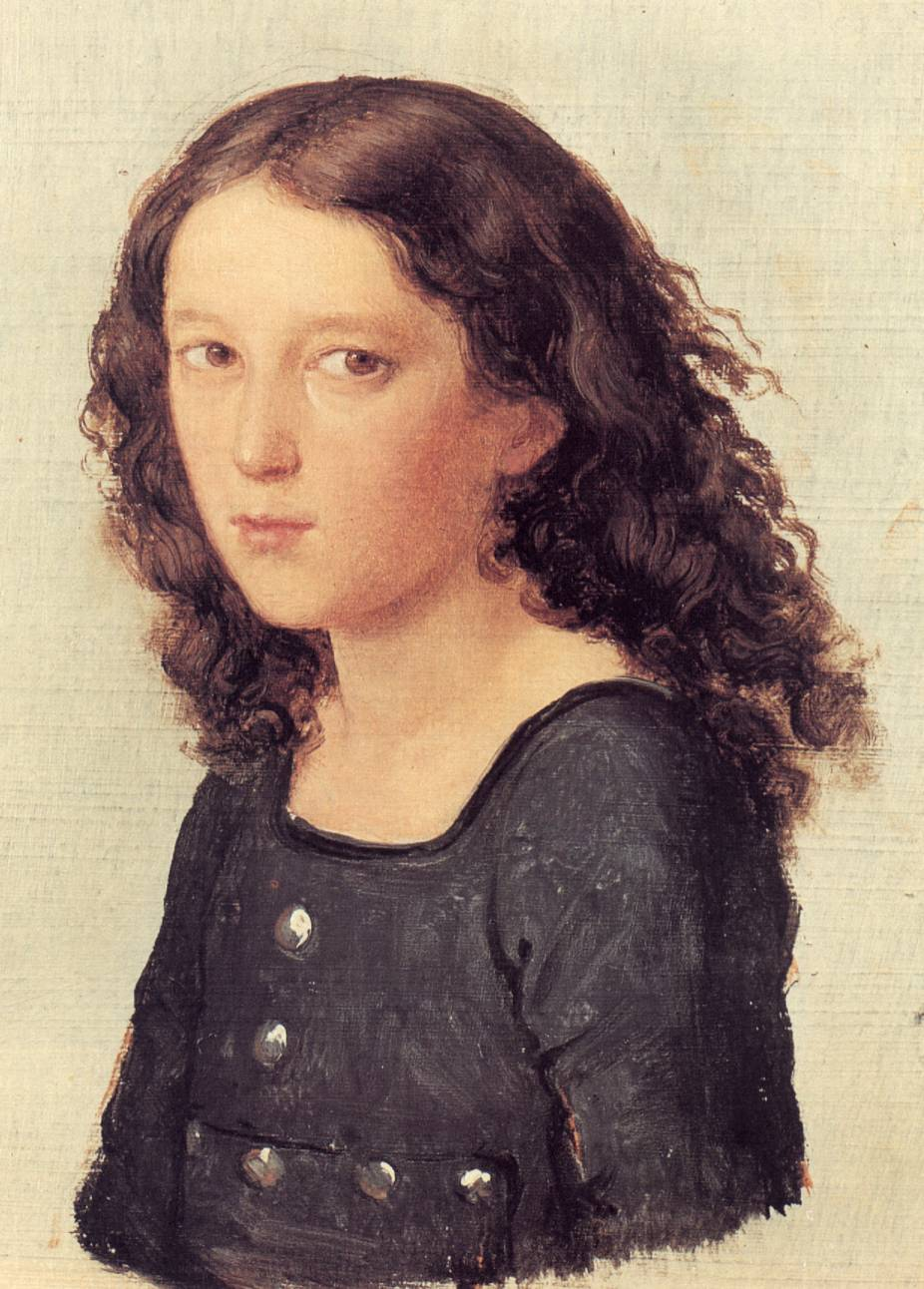
Felix Mendelssohn Bartholdy, 12 jaar oud, 1821
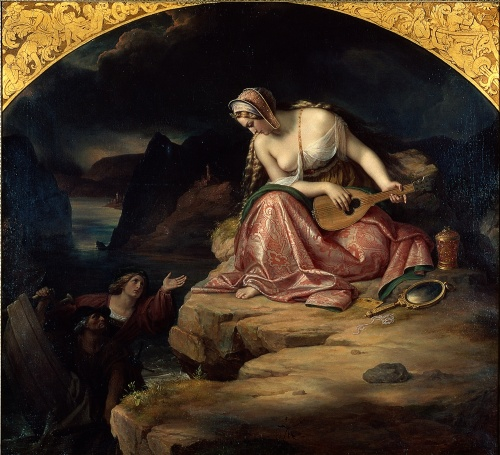
Lorelei, 1835
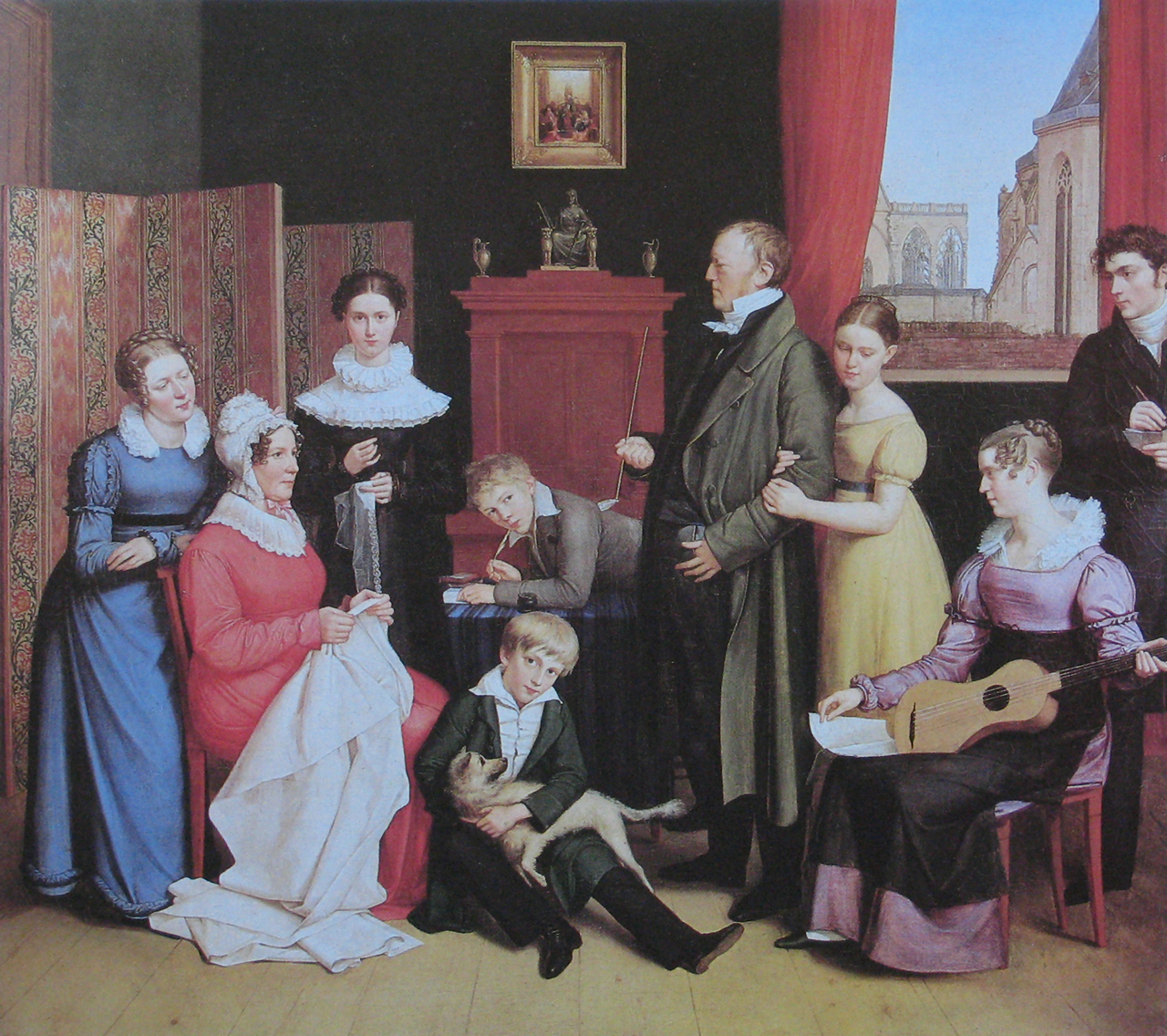
Portret van de familie Begas
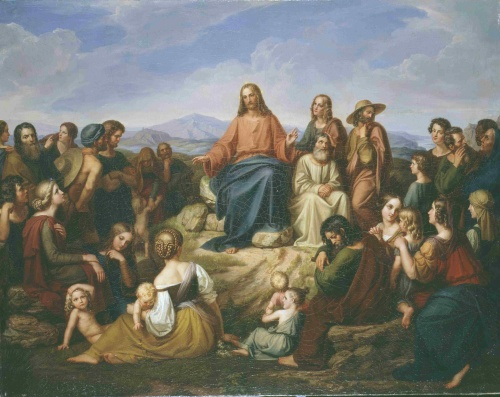
De Bergrede, ca. 1820
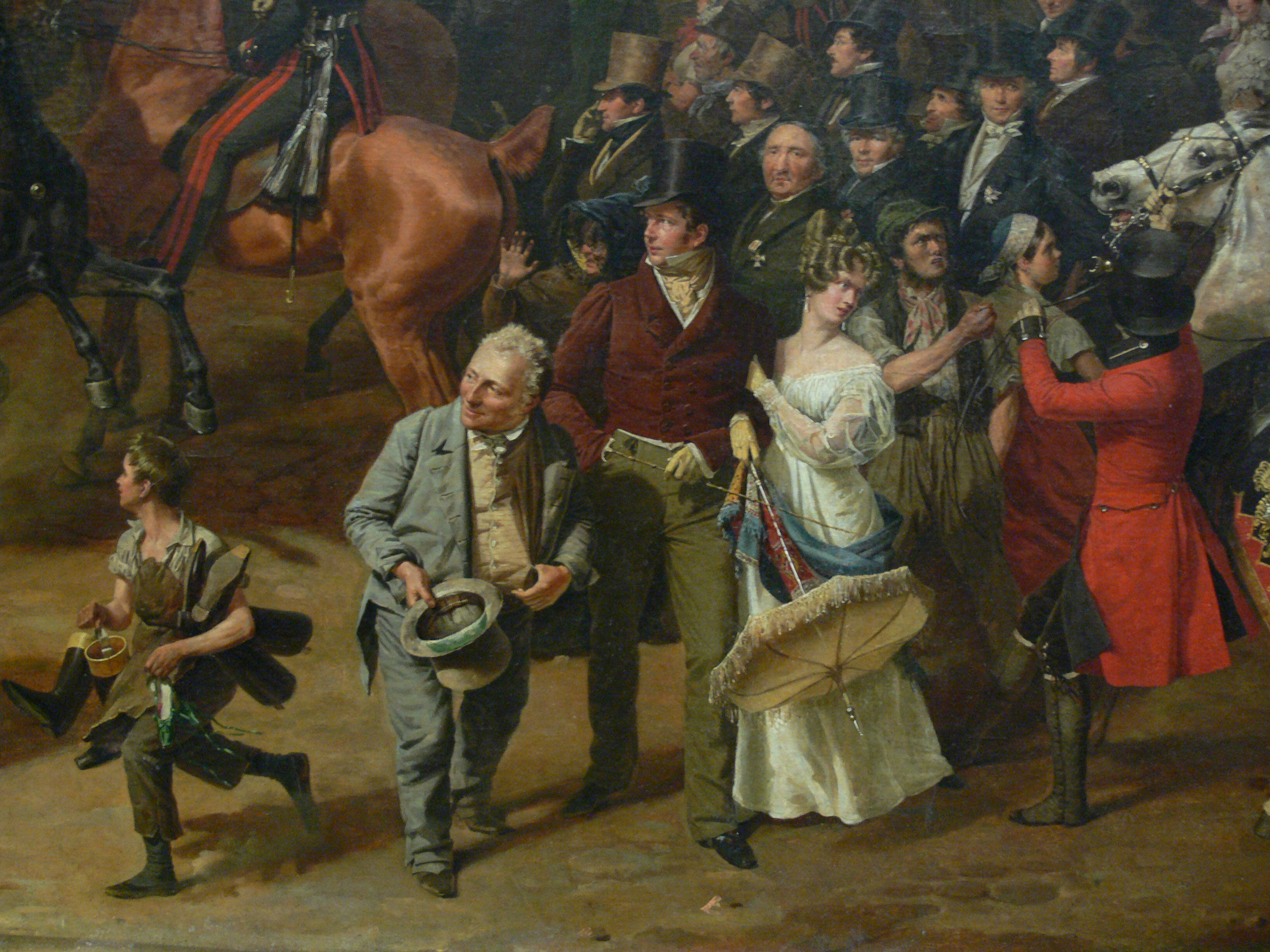
Parade auf dem Opernplatz, ca. 1830
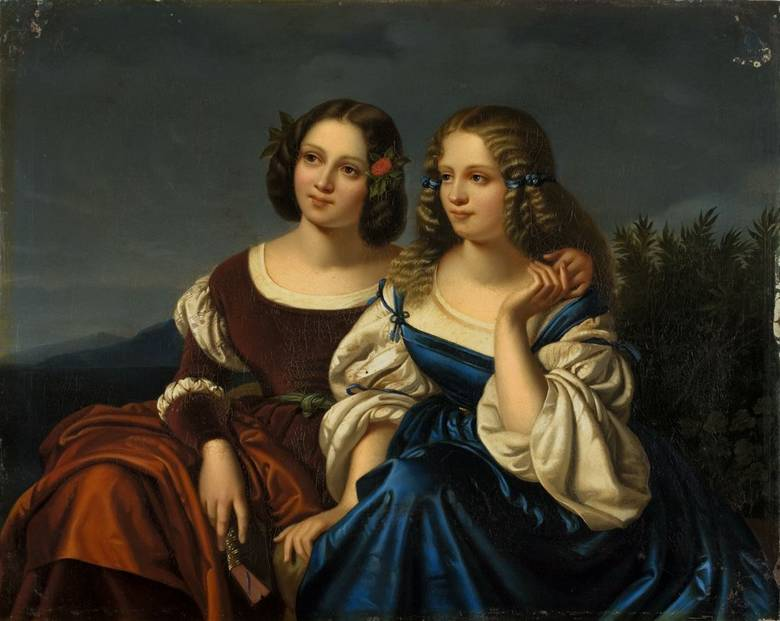
Zwei junge Damen vor Landschaft